# 卢森堡护照
盧森堡護照，是簽發給盧森堡大公國公民的國際旅行證件，同時也作為身分識別之用。
根据2025年1月8日发布的亨利护照指数，卢森堡护照可免签证、落地签证或电子签证入境191个国家和地区，位居世界第4，与奥地利、丹麦、爱尔兰、荷兰、挪威、瑞典护照并列。